# Elatostema doormanianum
Elatostema doormanianum är en nässelväxtart som beskrevs av H. Winkl.. Elatostema doormanianum ingår i släktet Elatostema och familjen nässelväxter. Inga underarter finns listade i Catalogue of Life.